# وريد صافن صغير
وريد صافن صغير (بالإنجليزية: small saphenous vein)‏ (ويسمى أيضًا الوريد الصافن القصير أو الوريد الصافن الأقل)، هو الوريد السطحي الكبير نسبيا من الساق الخلفية.

## الهيكل
أصل الوريد الصافن الصغير هو المكان الذي يندمج فيه الوريد الظهري من الإصبع الخامس (الأصغر في إصبع القدم) مع القوس الوريدي الظهري للقدم، والذي يعلق على الوريد الصافن الكبير إنه وريد سطحي يجري تحت الجلد (تحت الجلد مباشرة).
من الأصل، يدور حول الجانب الوحشي من القدم (السفلي والخلفي في كعب القدم) ويمتد على طول الجانب الخلفي من الساق (مع العصب الجدلي)، حيث يمر بين رؤوس عضلة الساق. يقدم هذا الوريد عددًا من نقاط التصريف المختلفة:
عادة ما يتم تصريفه إلى الوريد المأبضي، عند أو فوق مستوى مفصل الركبة.

### الاختلاف
في بعض الأحيان، ينضم الوريد الصافن الصغير إلى وريد عظلة الساق المشترك قبل التصريف في الوريد المأبضي، في بعض الأحيان لا يلامس الوريد المأبضي ولكنه يرتفع لتصريف الوريد الصافن الكبير بمستوى متغير،بدلاً من التصريف في الوريد المأبضي، يمكن أن تندمج مع الوريد الجياكوميني وتصرف في المكوّن وريد صافن اكبير عند الثلث العلوي من الفخذ.

## صور أخرى

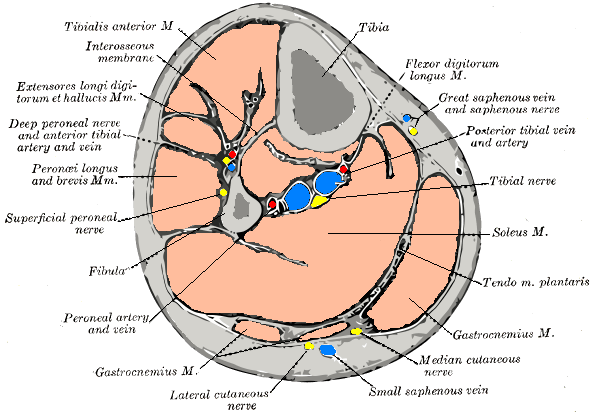
المقطع العرضي من خلال منتصف الساق.
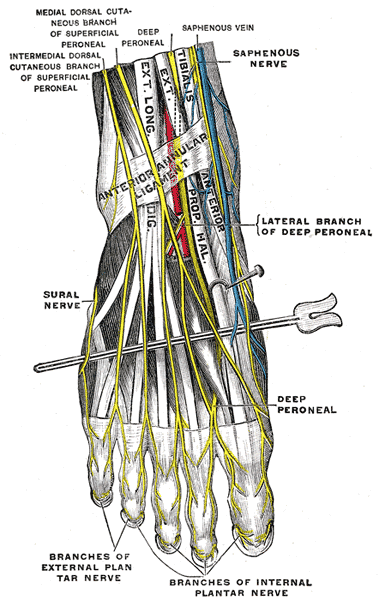
أعصاب ظهر القدم.

## وصلات خارجية
- غرايز أناتومي (كتاب) s157 - "The Arteries of the Lower Extremity".
- Illustration at pdn.cam.ac.uk.
- Medicalاستذكارs.com: 278   .